# إريك فراي
إريك فراي (بالألمانية: Erik Frey)‏ (و. 1908 – 1988 م) هو ممثل مسرحي، وممثل أفلام نمساوي، ولد في فيينا، كان عضوًا في الحزب النازي، توفي في فيينا، عن عمر يناهز 80 عاماً.

## وصلات خارجية
- إريك فراي على موقع IMDb (الإنجليزية)
- إريك فراي على موقع ألو سيني (الفرنسية)
- إريك فراي على موقع أول موفي (الإنجليزية)
- إريك فراي على موقع قاعدة بيانات الأفلام السويدية (السويدية)
- إريك فراي على موقع قاعدة بيانات الفيلم (الإنجليزية)
- إريك فراي على موقع كينوبويسك (الروسية)